# Włodzimierz Gronowski
Włodzimierz Gronowski (ur. w 1943 roku, zm. 5 stycznia 2009 roku), z wykształcenia elektronik medyczny, w młodości kierowca rajdowy, dyrektor Polskiej Rewii Konnej, instruktor jazdy konnej szkolący polskich aktorów, trener koni do ról filmowych, teatralnych i pokazów historycznych.

## Działalność zawodowa
Pełnił funkcję dyrektora Polskiej Rewii Konnej do momentu jej likwidacji w 1981 roku. Po likwidacji zakupił niektóre z występujących w niej koni.
W latach 1984–2000 prowadził (początkowo z żoną Haliną, kaskaderką Rewii, instruktorką i trenerką koni) Ośrodek Rekreacji Konnej „Wiarus” na Żoliborzu.
Jako trener przygotowywał polskich aktorów do ról wymagających umiejętności jazdy konnej (m.in. Michał Bajor, Mateusz Damięcki, Janusz Gajos, Dominika Ostałowska, Izabella Scorupco, Agnieszka Sitek, Dorota Stalińska).
Udostępniał wyszkolone przez siebie konie do ról filmowych (m.in. Ogniem i mieczem, Wrota Europy, Szuler), teatralnych (m.in. Skrzypek na dachu, Nabucco, Carmen i Traviata w Teatrze Wielkim w Warszawie) i pokazów historycznych.

## Życie prywatne
Dwukrotnie żonaty, ojciec Izabeli (dublerka Izabelli Scorupco w Ogniem i mieczem) i Tomasza (który również pracuje zawodowo z końmi i po śmierci ojca kontynuował współpracę z Teatrem Wielkim w Warszawie).
Był wieloletnim przyjacielem Daniela Olbrychskiego, któremu wypożyczał konie na wakacyjne wyprawy oraz do występów i sesji fotograficznych. Jeden z jego koni (wałach Akryl) wziął udział w benefisie Olbrychskiego w Teatrze Rampa w 1997 roku.
Po śmierci pochowany na cmentarzu w Wólce Węglowej, w pogrzebie brał udział jeden z należących do niego koni (klacz Nutka vel Pipi).